# Beutel (Templin)

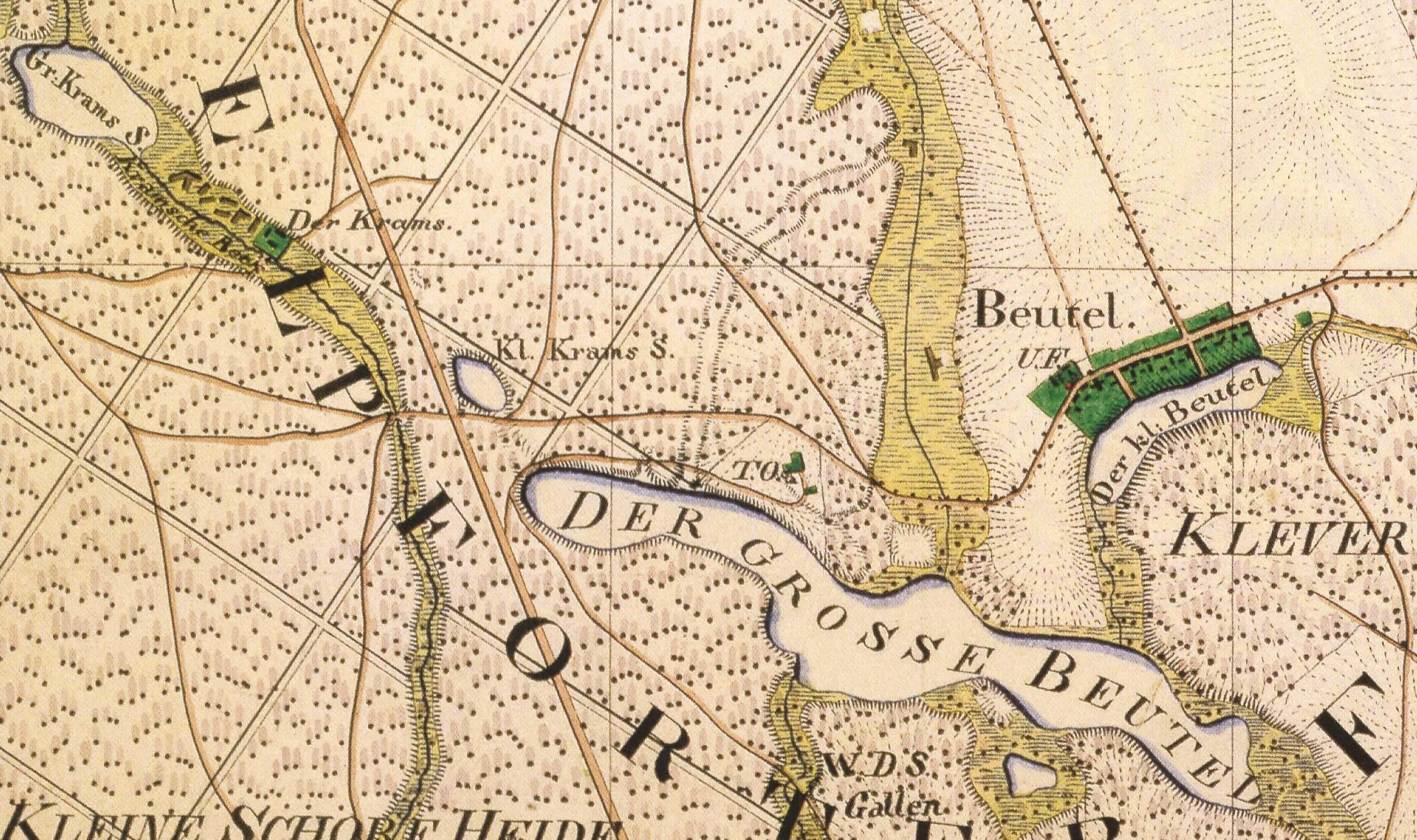
Beutel auf dem Urmesstischblatt 2846 Gandenitz von 1825. Am westlichen Ortsende liegt die Unterförsterei (U.F.). Noch etwas weiter westlich und nördlich des Großen Beutelsees befindet sich der Teerofen (T.O.). W.D.S. Gallen = wüste Dorfstätte Gallen. „Der Krams“ = Schäferei

Beutel ist ein Ortsteil der amtsfreien Stadt Templin im Landkreis Uckermark (Brandenburg). Der vermutlich bereits von slawischen Siedlern gegründete Ort war zu Ende des 14. Jahrhunderts/Anfang 15. Jahrhundert wüst gefallen. Erst im 18. Jahrhundert war zunächst ein Teerofen, später auch ein Vorwerk und eine Kolonie angelegt und die Gemarkung wieder besiedelt worden. Beutel war bis 2003 eine selbständige Gemeinde.

## Geographische Lage
Beutel liegt im westlichen Teil des Gemeindegebietes von Templin. Die Gemarkung grenzt im Norden an Tangersdorf,  Gemeindeteil der (Kern-)Stadt Lychen und Densow, Ortsteil der Stadt Templin, im Osten an Röddelin, ebenfalls Ortsteil der Stadt Templin und im Südwesten an Barsdorf, Ortsteil der Stadt Fürstenberg/Havel. Es ist über die K7329 mit Röddelin und Annenwalde (Gemeindeteil von Densow) verbunden. Der Ort liegt mit seiner südwestlich-nordöstlichen Erstreckung direkt am Kleinen Beutelsee. Westlich des Ortes befindet sich der ehemalige Truppenübungsplatz Tangersdorf in der Himmelpforter Heide; das Gebiet gehört zum Naturschutzgebiet Kleine Schorfheide. Auf der Gemarkung liegen neben dem Kleinen Beutelsee der Große Beutelsee, der Kleine Kramssee und der größte Teil der Fläche des Großen Kramssee. Südlich des Großen Beutelsees bildet der Altlauf der Galen-Beek seenartige Verbreiterungen. Im Südwesten wird die Gemarkungsgrenze fast durchgehend von der Havel gebildet. Beutel ist nach der Dorfstruktur ein kleines Straßendorf.

## Gliederung
Beutel hat keine bewohnten Gemeindeteile im Sinne der Kommunalverfassung. Auf der Gemarkung befindet sich der Wohnplatz Forsthaus Krams.

## Geschichte
Der Ort wird 1327 als Beytel erstmals urkundlich erwähnt. Es war damals im Besitz eines Ritters Erckenbert. In diesem Jahr kaufte der Bürger Otto Landrider von Templin und Otto v. Barsdorf den Ort. Sophie Wauer im Brandenburgischen Namenbuch leitet den Namen von einer plb. Grundform *Byt-l oder *Byt-ly = "Ort eines Byt-l oder "Ort, wo die Leute des Byt-l wohnen" ab. Der Personenname *Bytol ist die Koseform eines mit der Wurzel *byt gebildeten slawischen Vornamen, wie z. B. Bytogast (vgl. Bietegast, Landkreis Vorpommern-Rügen), Wielebyt oder Radobyt. Der Namensbestand -byt leitet sich von ursl. *bytъ ab. Im ap. bedeutet byt = Wohnung, Leben, oder č byt = Wesen, Existenz. Im Deutschen ging die ursprüngliche Bedeutung verloren und glich sich an Beutel = kleineres oder größeres sackartiges Behältnis an. Beutel könnte der Herkunftsort der adeligen Familie v. Beutel gewesen sein. Dagegen spricht, dass sich diese Familie in zeitgleichen Dokumenten Botel oder Boytel schrieb. Da aber der Bezug der Familie zu diesem Ort schon um 1300 nicht mehr bestand, ist dieses Argument nicht unbedingt stichhaltig.

„Beytel 20 mansi. Quilibet dat 12 solidos et non plus. De hiis mansis sunt 6 in possessione et sunt in libertate ad triennium. Taberna dat 10 solidos et est desolata. Costenworde sunt 3, quilibet dat 18 denarios et 2 pullos, et sunt desolate. Coppe Barstorp cum patruo suo habet hanc villam. Prope villam iacet stagnum nomine Luttighebeytel, super quod sunt 2 tractiones sagene.“

| Jahr | Einwohner |
| ---- | --------- |
| 1749 | 45        |
| 1772 | 173       |
| 1790 | 156       |
| 1801 | 176       |
| 1817 | 157       |
| 1840 | 201       |
| 1858 | 310       |
| 1895 | 313       |
| 1925 | 282       |
| 1939 | 293       |
| 1946 | 372       |
| 1964 | 251       |
| 1971 | 232       |
| 1981 | 181       |
| 1991 | 154       |
| 2002 | 192       |

1375 war der Ort im alleinigen Besitz von Coppe v.Barsdorf und seinem Vater. Der Ort hatte 20 Hufen, von denen aber nur 6 bebaut waren. Und diese sechs Hufen waren auf drei Jahre von Abgaben befreit. Für jede Hufe war 12 Schillinge (solidos) Zins zu entrichten. Auch die drei Kossätenhöfe, von denen jeder eigentlich 18 Pfennige und 2 Hühner zinsten, lagen unbebaut. Im nahe gelegenen Kleinen Beutelsee durften 2 Garnzüge Fische gefangen werden. 1376 bis 1387 bzw. 1392 war das Dorf dann im Besitz der Familie Glutzer. 1387 ging es zu zunächst auf Wiederkauf, 1392 endgültig an das Zisterzienserinnenkloster in Zehdenick. 1404 verkaufte das Kloster die Trift über die Feldmark Beutel an die Bauern von Röddelin. Das Dorf war inzwischen ganz wüst gefallen. 1560 verkaufte der Schulze von Röddelin Teer, wahrscheinlich von einem Teerofen auf der Beuteler Gemarkung. 1574 ackerten die Bauern des Dorfes Röddelin die Feldmark und gaben dafür Pachtroggen. 1558 kam Röddelin zunächst pfandweise, dann 1577 endgültig an die v. Trott in Himmelpfort und damit zur Herrschaft Badingen und Himmelpfort. Bereits 1711 ist wieder ein Teerofen auf der Feldmark von Beutel nachgewiesen, den Hans Jane betrieb. 1727 war der Teerofen an Christian Schulze gegangen. Außerdem war bis 1729 ein Vorwerk auf der Gemarkung Beutel angelegt worden. Diese Amtsmeierei umfasste 1736 über 202 Morgen Acker, 21½ Morgen Wiese und 60 Quadratruten Gartenland. Die Bauern von Röddelin bewirtschaften aber immer noch 258 Morgen Zinsacker auf der Gemarkung Beutel. 1739 wurde ein neues Vorwerk, auch Neuen-Beutel genannt eingerichtet und dazu die 258 Morgen Acker, die die Röddeliner Bauern bewirtschaften eingezogen und zusätzlich neue Äcker geräumt. Zum Teerofen gehören 82 Morgen Land. 1749 wurden neun Kolonisten aus der Kurpfalz, Zweibrücken und der Grafschaft Grumbach (Rheinland-Pfalz) angesetzt, insgesamt 45 Personen. 1757 lebten in der Kolonie Beutel 9 Erbzinsbauern, darunter auch der Schulze, 9 Büdner, darunter ein Fischer, ein Schmied und ein Tagelöhner sowie der Schulmeister und ein Hirte. 1763 haben die Bauern von Röddelin aber immer noch 265 Morgen Land auf der Gemarkung Beutel, davon 174 Morgen Ackerland. 1769 wurde in der neuen Kolonie eine Unterförsterei geschaffen. 1775 ist erstmals ein Krug nachgewiesen. Der Ort hatte damals 16 Feuerstellen und 173 Einwohner. 1795 wurde der zweigeschossige Betsaal aus Fachwerk errichtet, der im unteren Geschoss die Schule beherbergte. 1801 lebten in dem Koloniedorf der Lehnschulze, 8 Ganzbauern, 7 Büdner und 15 Einlieger. Es gab eine Schmiede, einen Krug und einen Teerofen; ein königlicher Hegemeister war für das Röddeliner Forstrevier verantwortlich. 1840 zählte das Dorf 23 Wohnhäuser. Am 17. September 1849 wurden durch einen Großbrand sieben Büdnerstellen, das Hirtenhaus und eine Neubüdnerstelle völlig zerstört. Weitere größere Brände im Ort gab es auch in den Jahren 1857, 1868 und 1871. 1860 war der Bestand an Gebäuden auf 4 öffentliche Gebäude, 28 Wohnhäuser und 39 Wirtschaftsgebäude angewachsen. 1861 hatten sich 5 Schiffseigentümer mit 5 Segelschiffen und 18 Mann Besatzung in Beutel angesiedelt. Im Dorf lebten 4 Leineweber, (mit 4 Webstühlen), 1 Scharfrichtergehilfe, 1 Maurer, 2 Zimmerleute, 1 Schmiedemeister mit einem Gehilfen und 1 Schuhmachermeister. Erstaunlich früh wurde bereits 1863 das Schulturnen für Jungen in Beutel eingeführt. Die Mädchen erhielten ab 1866 Handarbeitsunterricht. 1900 gab es 41 Wohnhäuser in Beutel, und 1931 50 Wohnhäuser. Durch die Initiative des Pfarrers wurde im Jahre 1902 eine Volks- und Schülerbibliothek gegründet. 1948 wurden im Rahmen der Bodenreform 183 ha enteignet und 36 ha an landlose Bauern und Landarbeiter, 62 ha an landarme Bauern und 12 ha an nichtlandwirtschaftliche Arbeiter und Angestellte verteilt. 3 Altbauern erhielten eine Waldzulage von 13 ha, 61,5 ha gingen an die Gemeinde. 1958 wurde eine LPG Typ I mit zunächst 8 Mitgliedern und 45 ha Nutzfläche gegründet. Bereits zwei Jahre später hatte die LPG 51 Mitglieder und bewirtschaftete 249 ha landwirtschaftliche Nutzfläche. 1975 wurde die LPG Beutel an die LPG Röddelin angeschlossen. Im Jahr 1999 beging die Gemeinde ihr 250-jähriges Dorfjubiläum mit einem einwöchigen Dorffest.

## Politische Zugehörigkeit
Die Oberherrschaft im Dorf (Ober- und Untergericht) hatte 1327 ein Ritter Erckenbert, der in diesem Jahr das Dorf an den Bürger Landrider und die Familie v. Barsdorf verkaufte. 1375 war es im Alleinbesitz der v. Barsdorf. Von 1376 bis 1387 (bzw. 1392) war das Dorf dann im Besitz der Familie Glutzer, die es 1387 zunächst auf Wiederkauf, 1392 endgültig an das Zisterzienserinnenkloster in Zehdenick veräußerten. Das Kloster Zehdenick wurde 1541 säkularisiert. 1558 kam Röddelin (und damit wahrscheinlich auch Beutel) zunächst pfandweise, dann 1577 endgültig an die v. Trott in Himmelpfort und damit zur Herrschaft Badingen und Himmelpfort. Nach dem Aussterben der v. Trott fiel die Herrschaft 1727 als erledigtes Lehen an den Kurfürsten zurück, der es in ein Amt, das Amt Badingen umwandelte. Das Amt Badingen wurde 1811 mit dem Amt Zehdenick vereinigt und aufgelöst. Mit der Kreisreform von 1872 wurde auch das Amt Zehdenick aufgelöst. Beutel wurde damals eine selbständige Gemeinde. Das Forsthaus Krams gehörte jedoch zunächst zum Gutsbezirk Forst Himmelpfort, ab 1898/99 zum Gutsbezirk Forst Alt Placht. 1929 wurde die Enklaven des Gutsbezirkes Forst Alt Placht mit der Gemeinde Beutel vereinigt. 1931 hatte die Gemarkung 337 ha. Bereits 1992 hatte sich Beutel zusammen mit 13 anderen kleinen Gemeinden zum Amt Templin-Land zusammengeschlossen. Zum 26. Oktober 2003 wurde Beutel per Gesetz nach Templin eingegliedert und ist seitdem ein Ortsteil von Templin.
Beutel gehörte zur historischen Landschaft der Uckermark, die sich im Laufe des 16. Jahrhunderts in zwei Kreise teilte, den eigentlichen Uckermärkischen Kreis, zudem auch Beutel gehörte und den Stolpirischen Kreis. Nach der Kreisreform von 1816/7 kam Beutel zum Kreis Templin. Dieser Kreis bestand bis zur Kreisreform von 1952 und wurde damals in zwei Kreise, den Kreis Gransee und einen stark verkleinerten Kreis Templin aufgeteilt. Beutel verblieb beim Kreis Templin. In der Kreisreform von 1993 wurden die drei Kreise Templin, Angermünde und Prenzlau zum Landkreis Uckermark zusammengelegt.

## Kirchliche Verhältnisse
Bis 1760 war Beutel nach Röddelin eingekircht bzw. Tochterkirche von Röddelin. 1788 wurde zunächst ein Fachwerkglockenhäuschen, 1795 eine Fachwerkkirche mit Schultrakt errichtet. 1852 war Beutel Tochterkirche von Templin. 1860 war es Tochterkirche von Gandenitz, 1900 wieder von Templin. 1932 und 1950 war es wieder in Gandenitz eingekircht.

## Denkmale und Sehenswürdigkeiten
Die Denkmalliste des Landes Brandenburg für den Landkreis Uckermark verzeichnet nur ein Baudenkmal:
- Glockenturm, in der Dorfstraße

Kein Denkmal, aber durchaus interessant ist der 1866 errichtete Betsaal, der noch heute genutzt wird.

## Belege

## Anmerkung
1. ↑  Nach dem Internetauftritt der Stadt Templin, Geschichte des Ortsteils Beutel sollen die Neusiedler "aus der Pfalz, aus Priborn im Hunsrück, aus Holstein und Mecklenburg" gekommen sein. Woher diese vom Historischen Ortslexikon abweichende Angabe stammt ist nicht vermerkt.